# Signe Piltz
Signe Kristina Piltz, född Edvardson den 22 november 1900 i Färgelanda församling i dåvarande Älvsborgs län, död den 5 juni 1990 i Gamla Uppsala församling i Uppsala län, var en svensk teolog och lärare.

## Biografi
Signe Edvardson avlade studentexamen i Göteborg 1919, filosofisk ämbetsexamen i Uppsala 1923,  teologie kandidatexamen i Lund 1927 och teologie licentiatexamen i Uppsala 1939. Hon var  extra ordinarie ämneslärare vid Sollefteå kommunala mellanskola och gymnasium 1927–1928. Efter att ha ingått äktenskap tjänstgjorde Signe Piltz som timlärare vid folkhögskolan och folkskolan i Färgelanda 1939–1951 med avbrott för tjänster som extra adjunkt vid Vänersborgs högre allmänna läroverk 1940 och Skövde läroverk 1942. Hon blev extra ordinarie adjunkt vid Vänersborgs högre allmänna läroverk 1951 och lektor vid Folkskoleseminariet i Luleå 1954. Signe Piltz utgav flera böcker och publicerade artiklar i tidningar och tidskrifter om religion och etik.

### Familj
Signe Piltz gifte sig 1932 med Constantin Piltz och blev änka 1950. Bland barnen märks konsthistorikern Elisabeth Piltz och latinisten Anders Piltz. Makarna Piltz är begravda på Färgelanda kyrkogård.

### Översättningar
- 1972 - Kallinikos, Kōnstantinos N.. Ortodox katekes: handbok för undervisning i tro, etik och gudstjänstliv. Översättning: Signe Piltz och Elisabeth Piltz. Uppsala: Pro veritate. Libris 1239702
- 1982 - Dewailly, Louis-Marie. Evangelietexter för det kristna livet och katekesen. Översättning: Signe Piltz. Stockholm: Katolska pedagogiska nämnden. Libris 477076